# Левченко, Борис Алексеевич
Борис Алексеевич Левченко (родился 12 апреля 1931 года в городе Белгород, РСФСР, умер 19 марта 2015 в Киеве, Украина) — советский и украинский ученый в области теплотехники и энергоэффективности, заведующий кафедрой общей теплотехники Харьковского политехнического института (1979—2001), доктор технических наук, профессор, академик Академии наук высшей школы Украины (2000 г.), Заслуженный работник образования Украины (2006).

## Биография
Борис Левченко родился в 1931 году в Белгороде в семье железнодорожника. Впоследствии семья переехала в Харьков. Во время оккупации Харькова немецкими войсками во Второй мировой войне в 1942—1944 годах находился в эвакуации в Казахстане в поселке Тюлькубас, где работал на заводе. В 1949 году окончил с серебряной медалью 4-ю мужскую среднюю школу Южной железной дороги в Харькове. В том же году поступил, а в 1954 году закончил с отличием Харьковский политехнический институт по специальности «Двигатели внутреннего сгорания».

## Профессиональная деятельность
1954 — ассистента кафедры общей теплотехники «ХПИ»
1963 — защитил кандидатскую диссертацию в Харькове на тему «Исследование теплового состояния головки вихрекамерного тракторного дизеля», получил ученую степень кандидата технических наук
1963—1979 гг. — работал старшим преподавателем, доцентом кафедры общей теплотехники «ХПИ»
1979 — назначен на должность заведующего кафедрой общей теплотехники (с 2005 г. — Кафедра теплотехники и энергоэффективных технологий)
1991 — защитил докторскую диссертацию, получил ученую степень доктора технических наук
1991 — получил ученое звание профессора кафедры общей теплотехники НТУ «ХПИ»
С 2001 до 2015 г. — профессор и затем главный научный сотрудник кафедры теплотехники и энергосберегающих технологий НТУ «ХПИ».

## Общественно-политическая деятельность
Левченко Б. А. в время работы в Харьковском политехническом институту активно занимался общественной работой.
1954 −1959 гг. — работал на выборной должности заместителя председателя, а затем председателя студенческого профсоюзного комитета института.
1958 — один из руководителей отряда из 400 студентов «ХПИ», который работал в Северном Казахстане на уборке урожая. Награжден знаком ЦК ВЛКСМ «За освоение новых земель».
1958—1960 гг. — избирался членом Харьковского областного комитета профсоюзов работников высшей школы.
До 1991 года Левченко Б. А. был членом секции «Тепловые процессы» Ученого совета по теоретических основ химической технологии АН СССР.
2000 г. — член Академии наук высшей школы Украины. Член Специализированного совета Д 64.050.011 по защите докторских диссертаций при НТУ «ХПИ».
Был членом методического совета Министерства образования и науки Украины в области теплотехники, руководителем направления отделения «Энергетика» Академии наук высшей школы Украины, членом отделения «Механика» АН ВШУ, членом редакционных коллегий журналов «Интегрированные технологии и энергосбережение» и «Двигатели внутреннего сгорания».
В киевском районе города Харькова в память о Борисе Алексеевиче Левченко установлена мемориальная доска.

## Звания и награды
Почетный знак Харьковского областного совета «Слобожанская слава» (2014).
Заслуженный работник образования Украины (2006).
Диплом второй степени ВДНХ Украины за разработку технических решений по использованию вторичных энергоресурсов.
Медали «За доблестный труд. В ознаменование 100-летия со дня рождения В. И. Ленина» (1970), « За трудовую доблесть» (1985), " Ветеран труда " (1988), «Защитник Отечества» (1999), «60 лет Победы в Великой Отечественной войне 1941—1945 гг.» (2005), «65 лет Победы в Великой Отечественной войне 1941—1945 гг.» (2010) и другие.

## Научная деятельность
Основные научные направления деятельности связаны с актуальными проблемами науки и практики: использование вторичных энергетических ресурсов, оптимизация теплоиспользующего оборудования, экология теплоэнергетики. Участвовал в реализации многих значительных научно-исследовательских и хозяйственно-расчетных работ.
За период его научной деятельности и при его участии опубликовано свыше 120 работ в различных технических журналах и выдано три авторских свидетельства.
Левченко Б. А. предложил универсальную модель расчетов регенеративных теплообменных аппаратов (Теплоиспользующие установки промышленных предприятий — Харьков: Высшая школа, 1985. — 384 с.).
Под руководством Бориса Алексеевича Левченко с участием преподавателей А. А. Шевелева, В. М. Кошельника, Н. А. Тарасенко и Б. И. Волкова проведены актуальные научные исследования в области математического моделирования и оптимизации процессов гидродинамики и теплообмена в воздухонагревателях доменных печей, в пластинчато-ребристых и трубчатых теплообменных аппаратах. Разработаны установки контактного способа тушения кокса с минимальным упалом продукта и минимизацией загрязнения окружающей среды.
Разработал и исследовал утилизационные установки на нетрадиционных рабочих телах. (О применении трансформаторов тепла в термохимический компремировании водовода. // В с.: Проблемы использования вторичных энергоресурсов в черной металлургии. — М.: Металлургия, 1983. — с. 24-29; Энергетическое использование тепла отходящей газов технологических агрегатов черной и цветной металлургии. // в с.: Использование вторичных энергоресурсов и охлаждение агрегатов в черной металлургии. — М.: Металлургия, 1979. — Вып. 8. — с. 30-34).
Занимался разработкой перспективных технических решений утилизационных приборов, комплексным использованием вторичных энергоресурсов доменных цехов. (Некоторые направления снижения энерго- и ресурсозатрат в аглодоменное производстве // Интегрированные технологии и энергосбережение. — 1999. — № 1 — с. 8-13).
Результатом научной деятельности Левченко Б. А. является публикация более 120 работ в различных технических журналах. Им получено три авторских свидетельства. Подготовлено четыре кандидата наук.
Левченко Б. А. много внимания уделял повышению качества учебного процесса, внедрению новых технологий обучения, воспитанию студентов. Под его руководством кафедра неоднократно занимала призовые места по учебно-методической работы. Им были разработаны и читались такие лекционные курсы: «Тепломассообменные аппараты и приборы», «Техническая термодинамика», «Общая теплотехника», которые обеспечены учебной и методической литературой.

## Публикации
Теплоиспользующие установки промышленных предприятий: учеб. пособ. для вузов по специальности «Пром. теплоэнергетика» / Ильченко А. Т., Левченко Б. А., Павловский Г. И., Фокин В. С.; под ред. Ильченко А. Т., Харьков: Высшая школа, 1985. — 384 с. (В соавторстве).
Тепло- и массообменные аппараты и установки промышленных предприятий: Учеб. пособие по курсовому проектированию и самостоят. работе студентов вузов, обучающихся по специальности «Теплоэнергетика»: [В 2 ч.] / М-во образования и науки Украины. Акад. наук Высш. шк. Украины; [Б. А. Левченко и др.]; Под ред. Б. А. Левченко. — Харьков: НТУ «ХПИ», 2000—2002. — 30 см. — Ч. 1. — 2002. — 387 с.: Ил., Табл.
Тепло- и массообменные аппараты и установки промышленных предприятий: учеб. пособие по курс. проектированию и самостоят. работе студ. вузов, обучающихся по спец. «Теплоэнергетика» / Б. А. Левченко [и др.]; ред. Б. А. Левченко; Академия наук высшей школы Украины. — Х.: НТУ «ХПИ», 2002. — ISBN 966-593-072-9. Ч. 2. — [Б. м.]: [б.в.], 2000. — 333 с.: рис.
Проблемы энергетики на рубеже XXI столетия. Учебное пособие с грифом Минвуза / Товажнянский Л. Л., Левченко Б. А. — Харьков: НТУ «ХПИ», 2004. — 174 с.
Энергетика на рубеже XXI века. Учебное пособие / Товажнянский Л. Л., Левченко Б. А. — Харьков: НТУ «ХПИ», 2006. — 200 с. Проблемы энергетики на рубеже ХХ столетия. Учебное пособие / Товажнянский Л. Л., Левченко Б.А — Харьков, НТУ ХПИ. — 2012—200 с.
В соавторстве (Товажнянский Л. Л., Л. Й. Мариич) «Перспективы и практика развития отраслей топливно-энергетического комплекса». — Харьков, НТУ ХПИ. — 2013. — 300 с.
«Теплотехнологические установки, системы, оборудование». Учебное пособ. В 3-х частях. — Ч.1 — Харьков, НТУ ХПИ. — 2012; Ч.2 — — Харьков, НТУ ХПИ. — 2014; Ч. 3 — Харьков, НТУ ХПИ. — 2014. / Под редакцией Левченко Б. А. и Товажнянского Л. Л.